# Chmielonko
Chmielonko (dodatkowa nazwa w j. kaszub. Chmielónkò) – część wsi Chmielno w Polsce, położona w województwie pomorskim, w powiecie kartuskim, w gminie Chmielno, na terenie Kaszubskiego Parku Krajobrazowego, przy Drodze Kaszubskiej i na szlaku wodnym „Kółko Raduńskie”, pomiędzy jeziorami Kłodno i Raduńskim Dolnym. Chmielonko jest częścią składową sołectwa Chmielno. Prowadzi tędy również turystyczny  Szlak Kaszubski.
W Chmielonku znajduje się stary młyn wodny nad Radunią z 1738 r., wielokrotnie przebudowywany i pozbawiony obecnie swej początkowej funkcji. Materiały źródłowe potwierdzają istnienie młyna wodnego w tym miejscu aż do ponad 700 lat wstecz. Do 1316 r. młyn należał do cystersów oliwskich, po czym do norbertanek z Żukowa.
W latach 1975–1998 Chmielonko administracyjnie należało do województwa gdańskiego.